# Rose von Scharon

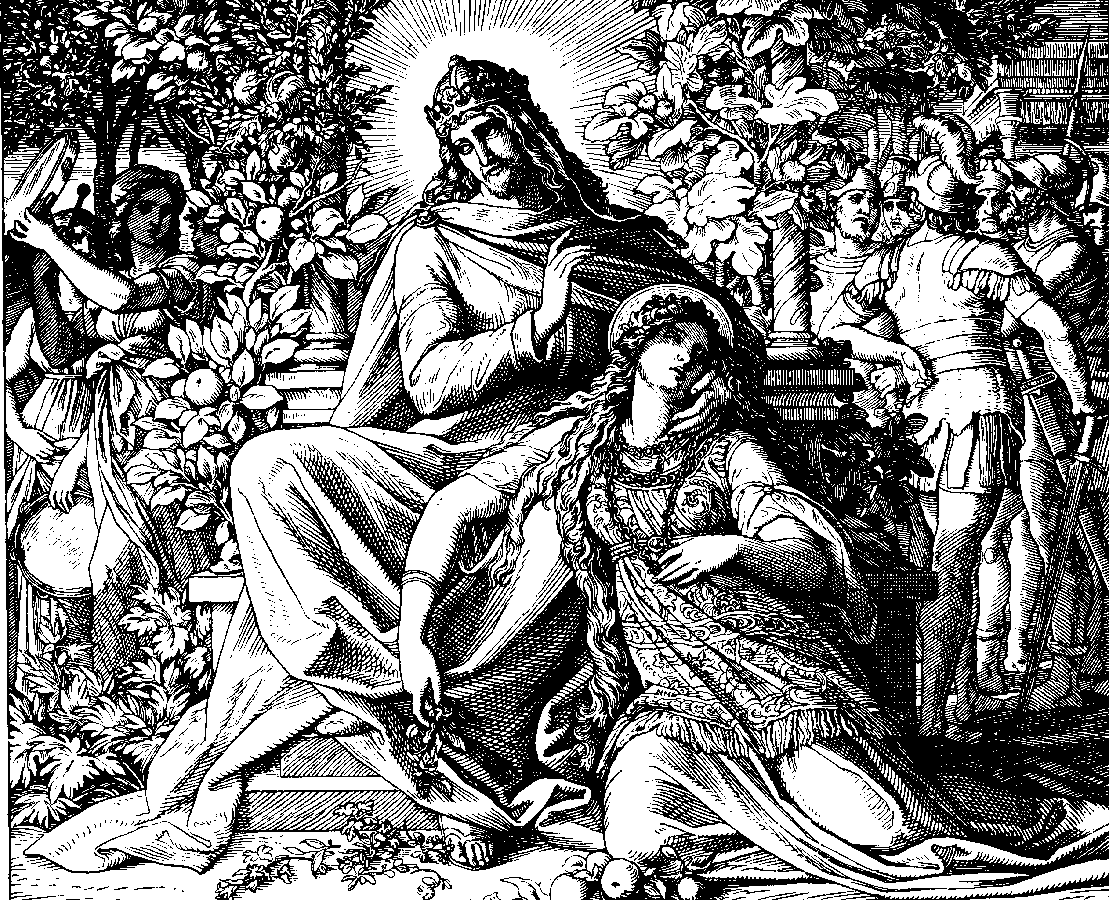
Die Rose von Scharon, Holzschnitt aus Die Bibel in Bildern, Julius Schnorr von Carolsfeld 1860

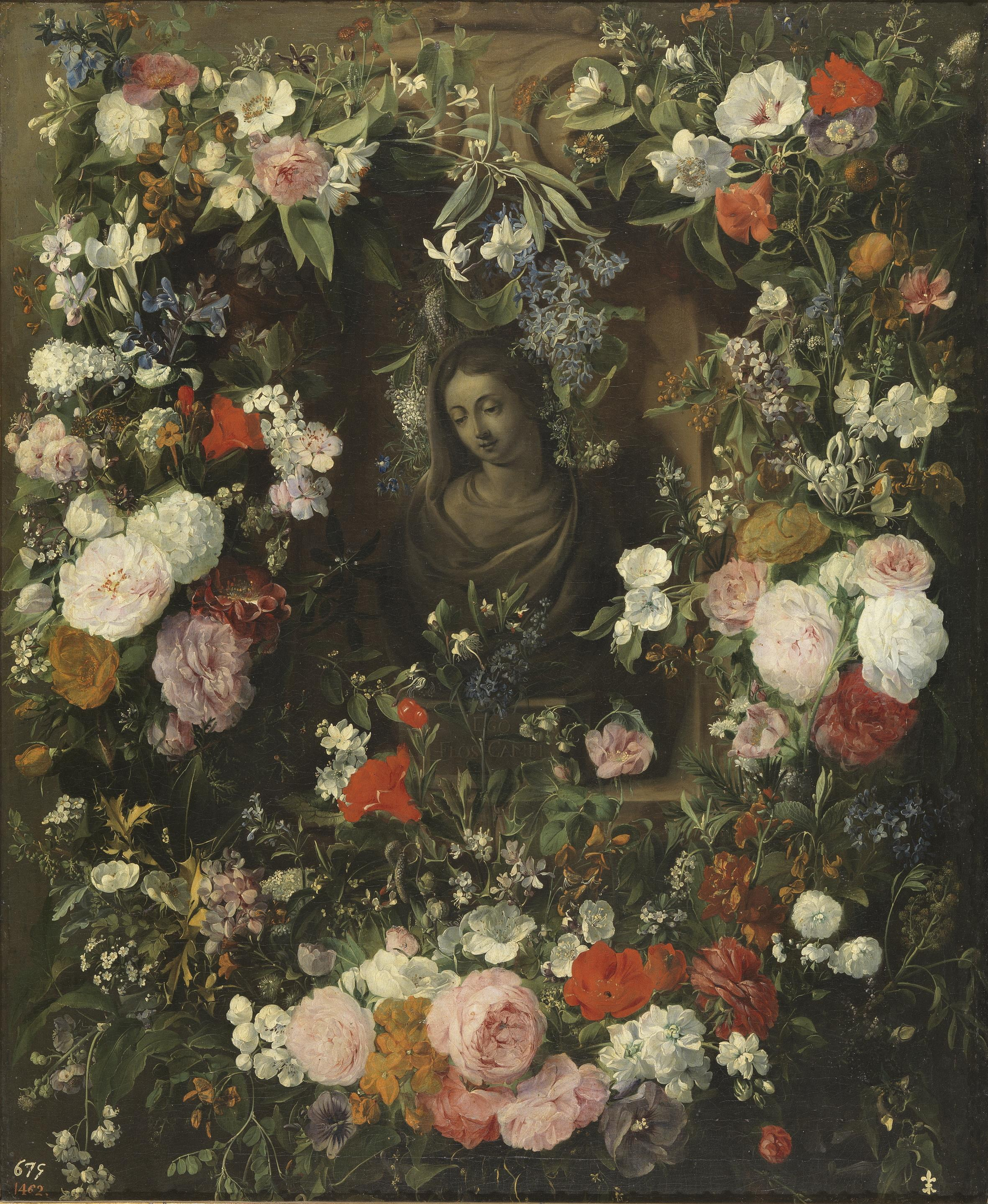
Nicolaes van Verendael: Büste der Jungfrau Maria in einer Girlande, ca. 1670–90, Prado, Madrid. Die Inschrift unter der Büste „Ego flos campi“, setzt Maria mit der Rose von Scharon gleich.

Rose von S(ch)aron, Blume in S(ch)aron, Blume(n) zu S(ch)aron, Blume des Scharon oder S(ch)aronsblum(e) sind auf einem Bibelzitat aus dem Hohelied (2,1) basierende Trivialnamen, die auf unterschiedliche Arten von Blütenpflanzen angewandt werden, die sich in aller Welt hoher Wertschätzung erfreuen. Allerdings muss hinsichtlich der Anwendung solcher Trivialnamen auf das Problem hingewiesen werden, dass deren mangelnde Genauigkeit zu Verwirrungen und Missverständnissen führen kann. Die Begriffe „Rose von Scharon“, „Saronsblume“ und verwandte Bezeichnungen wie die lateinische Form „flos campi“ wurden auch zu häufig benutzten Wendungen in Dichtung und Musik. Die englische Form Rose of Sharon existiert auch als weiblicher Vorname.

## Biblische Ursprünge

### Hebräische Formulierung und Übersetzungen

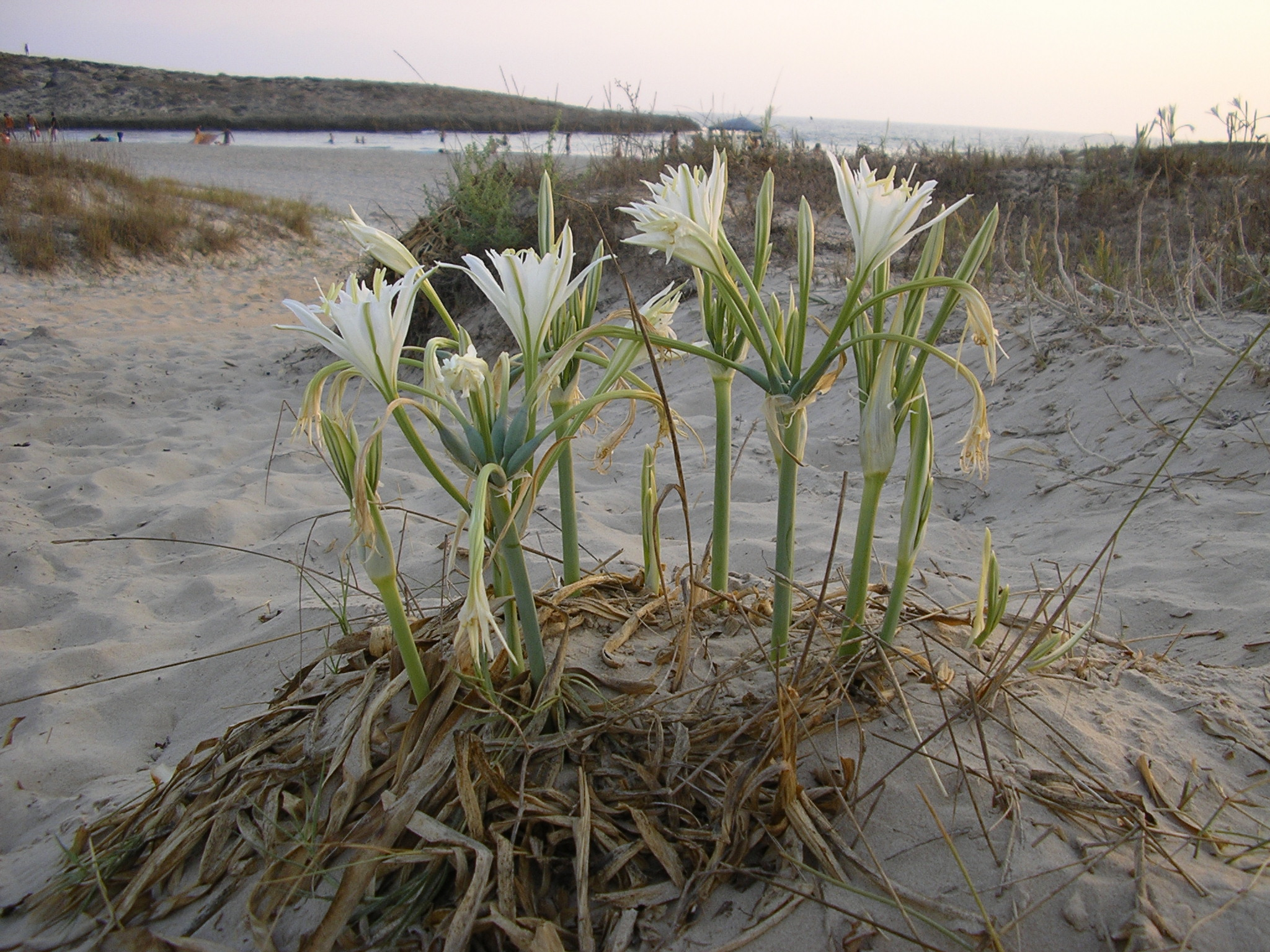
Pancratium maritimum in Israel

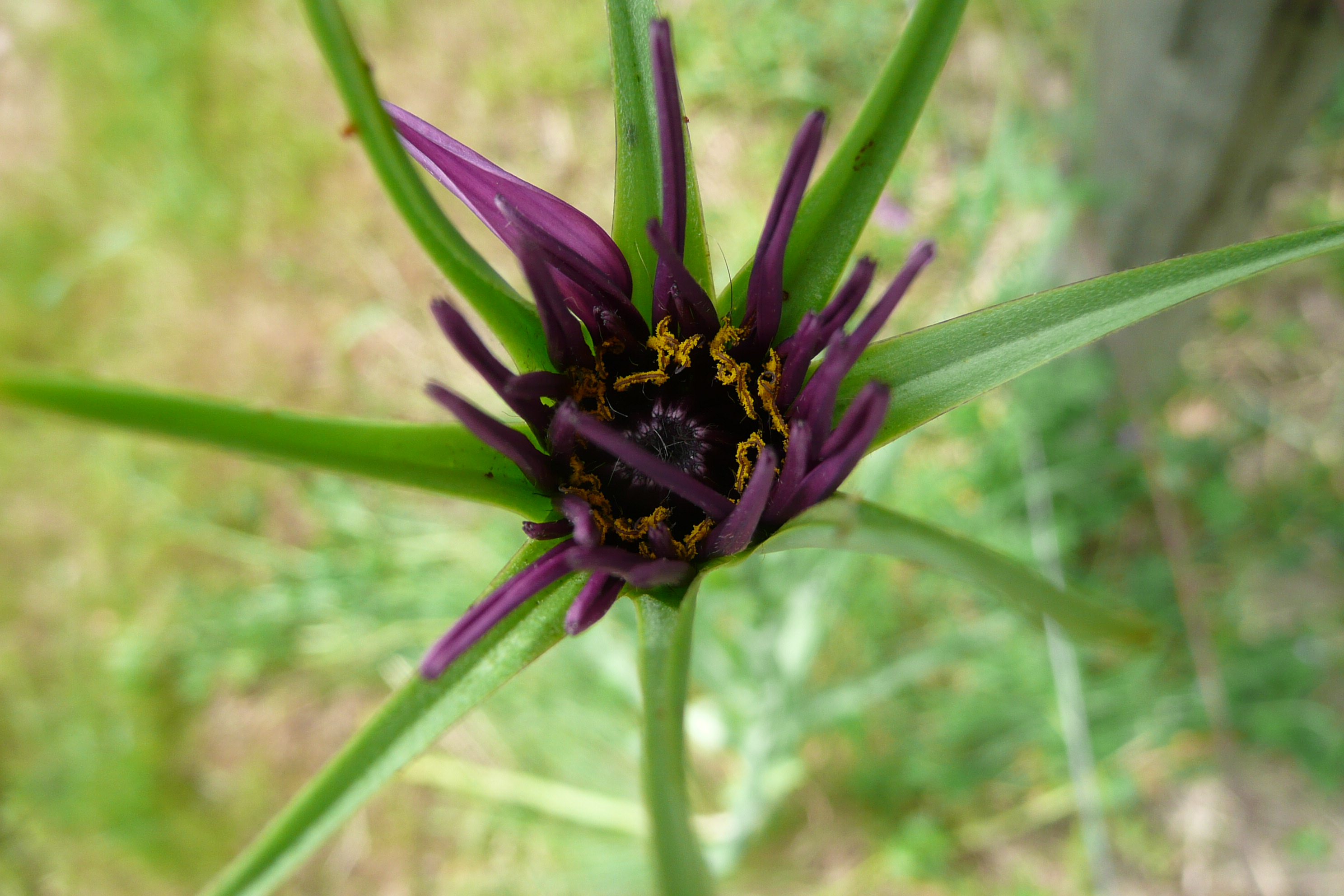
Tragopogon porrifolius

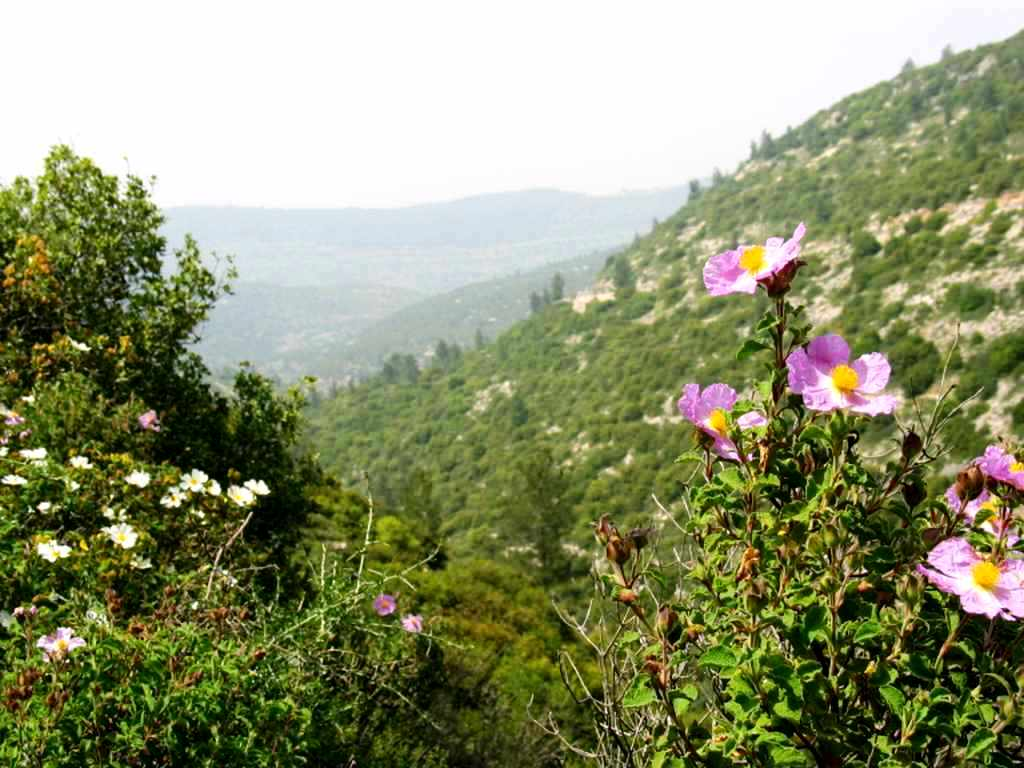
Cistus creticus und Cistus salviifolius in Israel

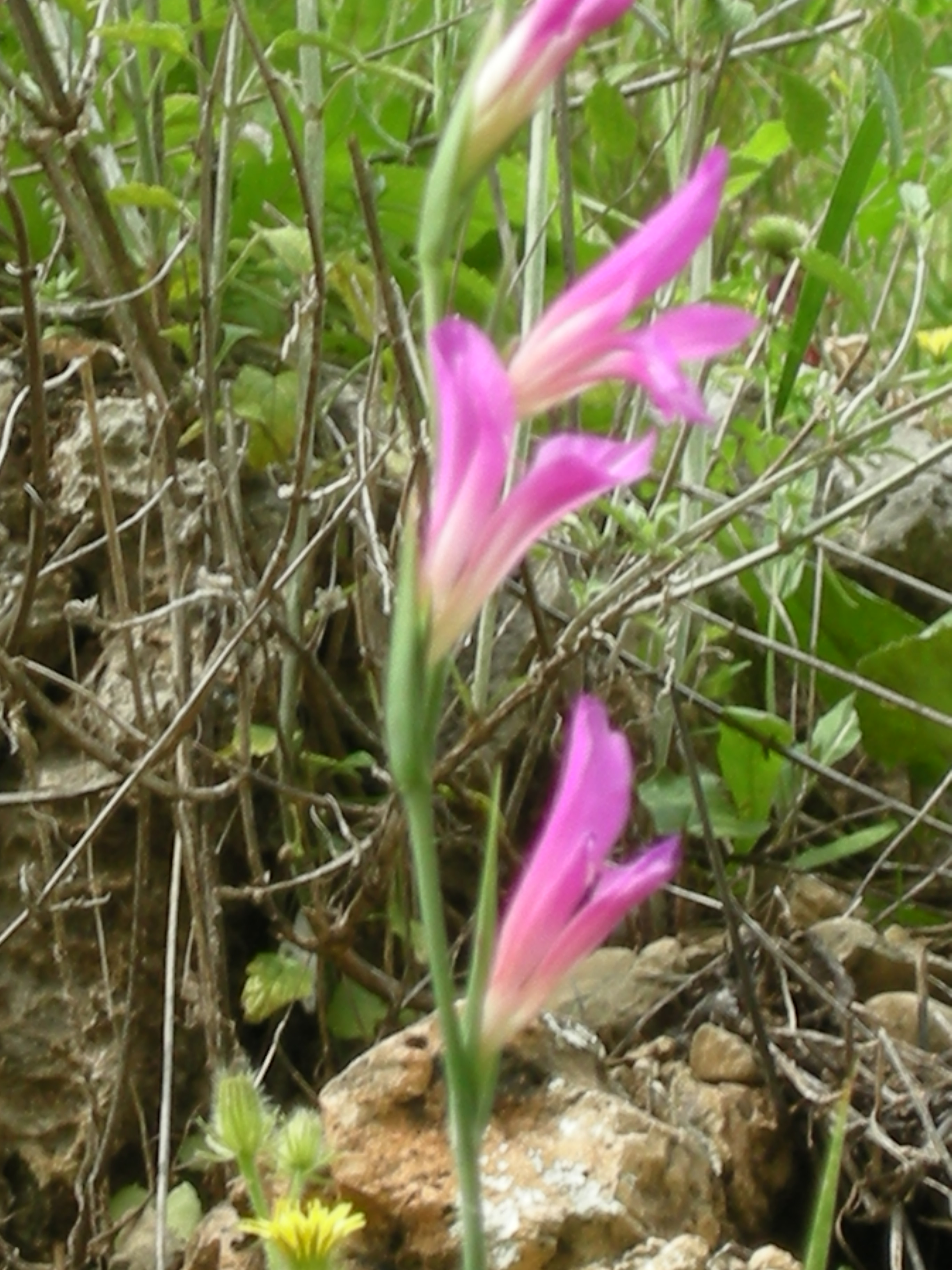
Gladiolus italicus in Israel

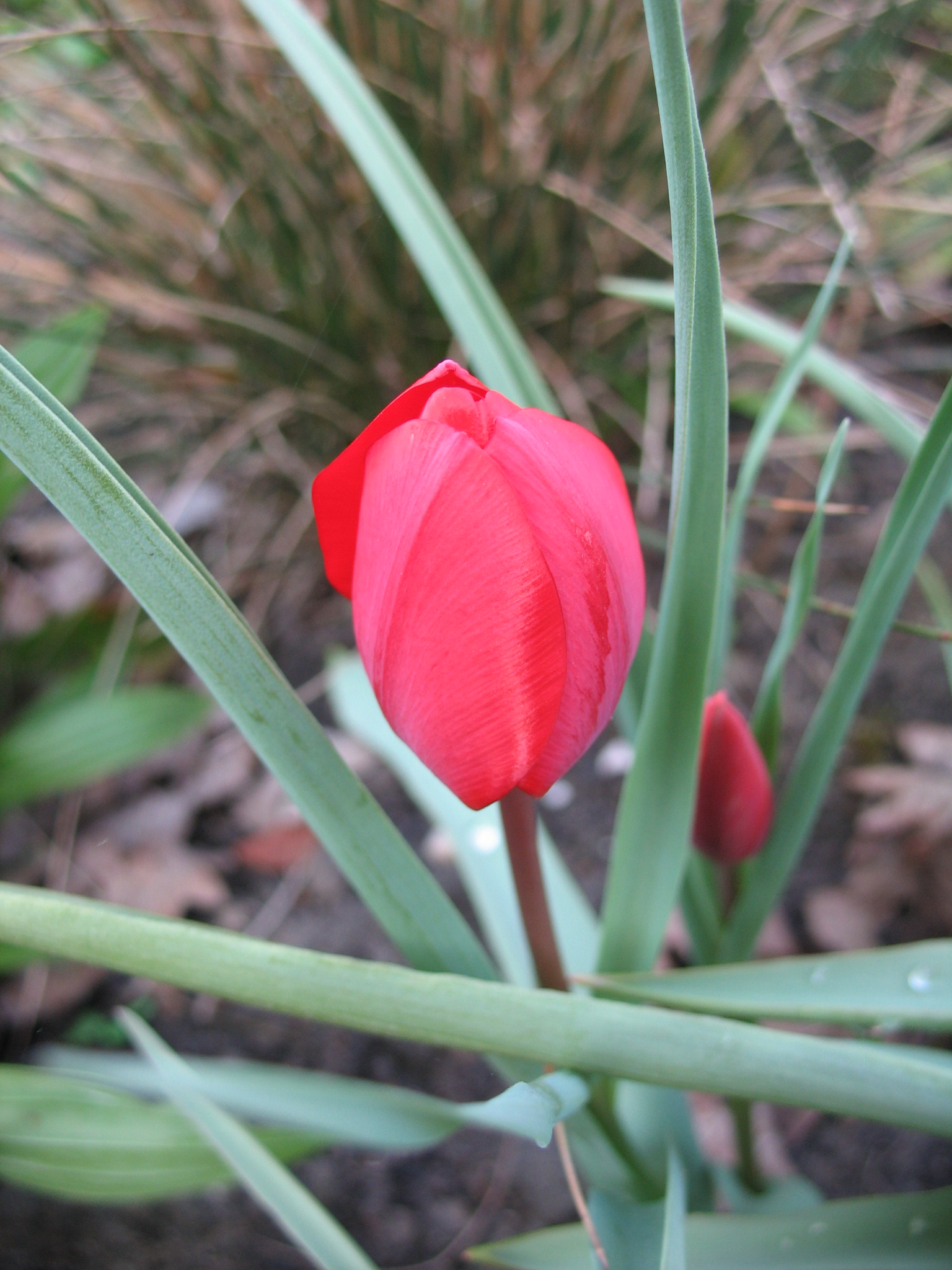
Tulipa montana

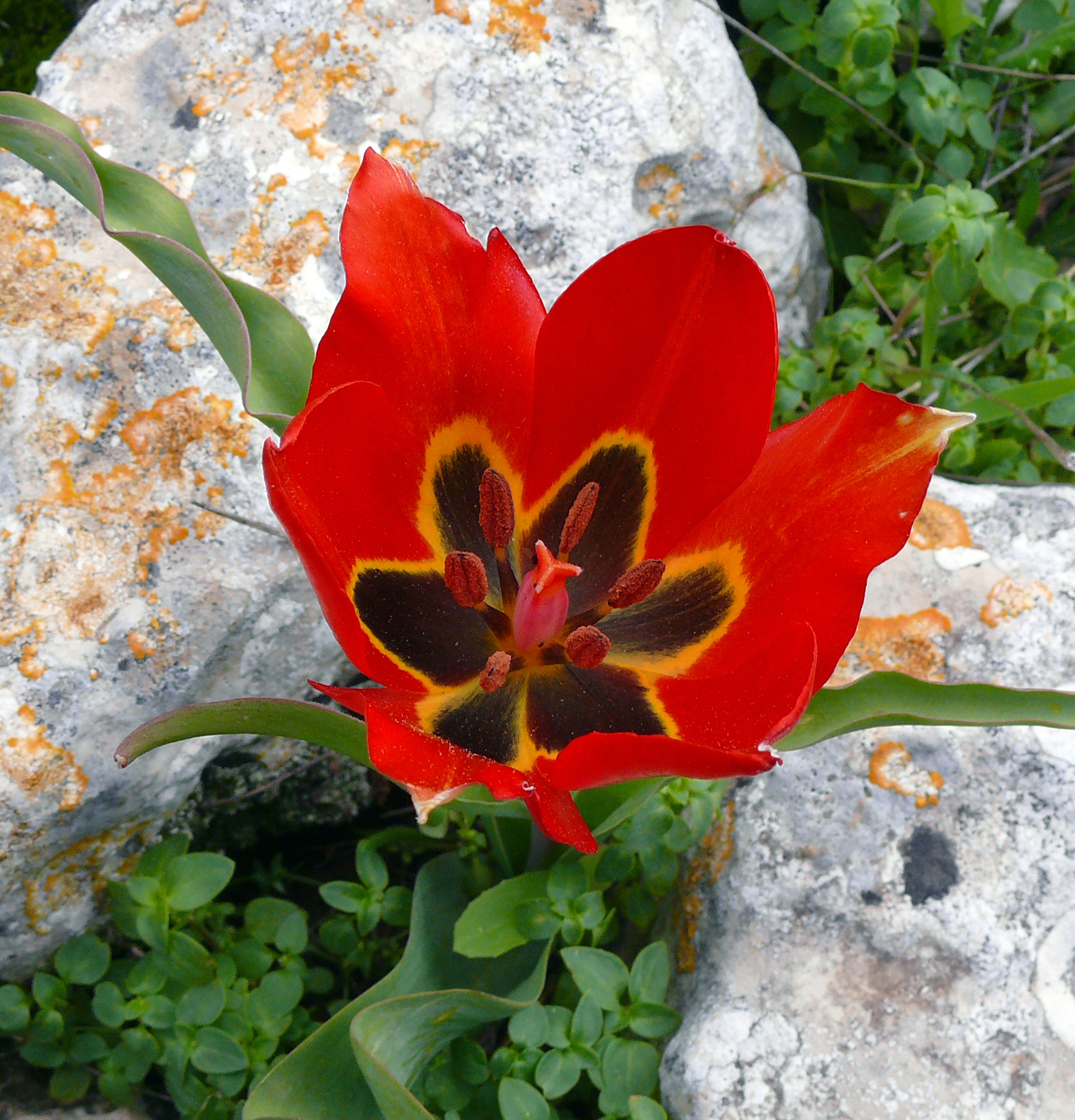
Tulipa agenensis in Israel

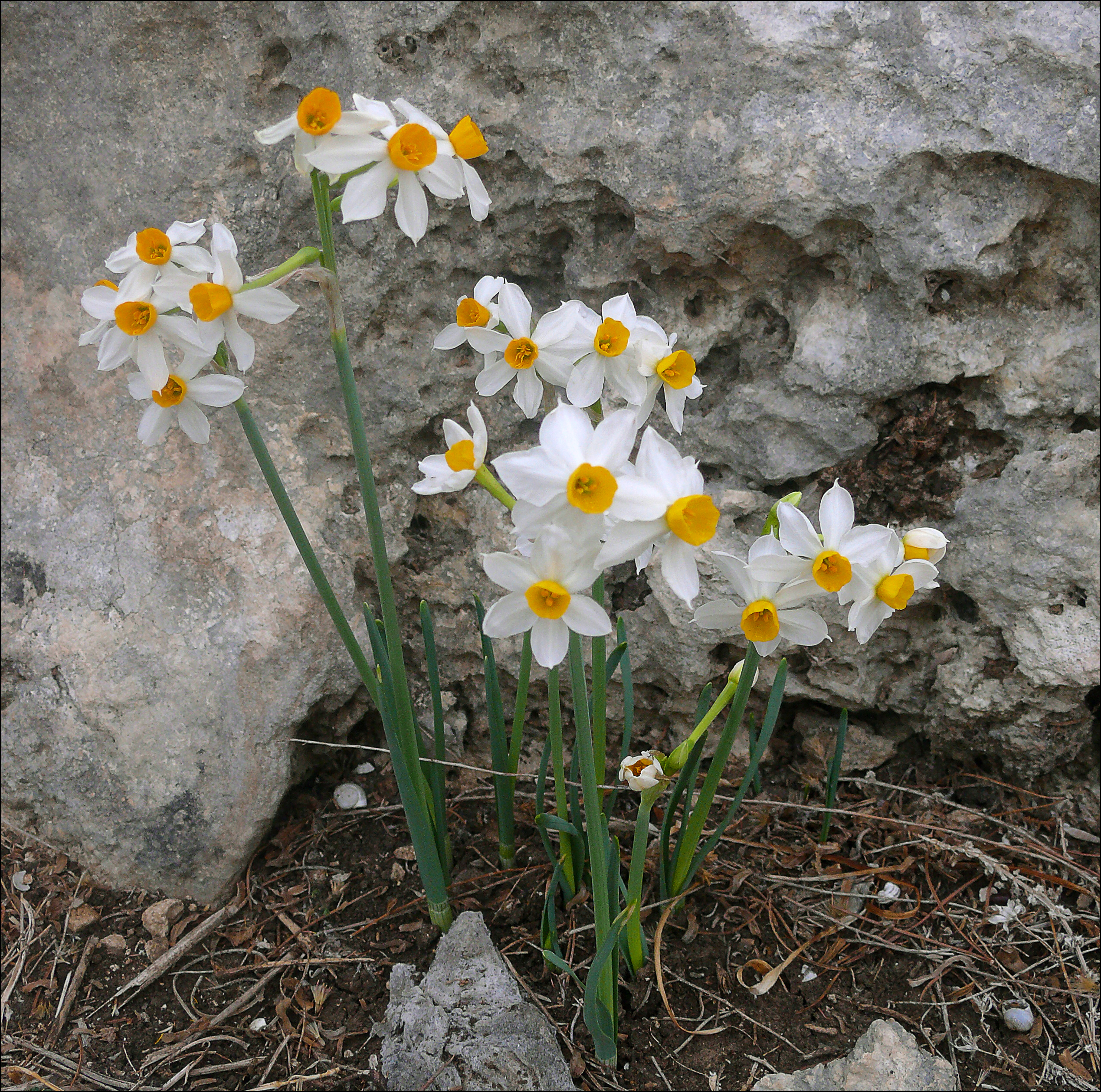
Narcissus tazetta in Israel

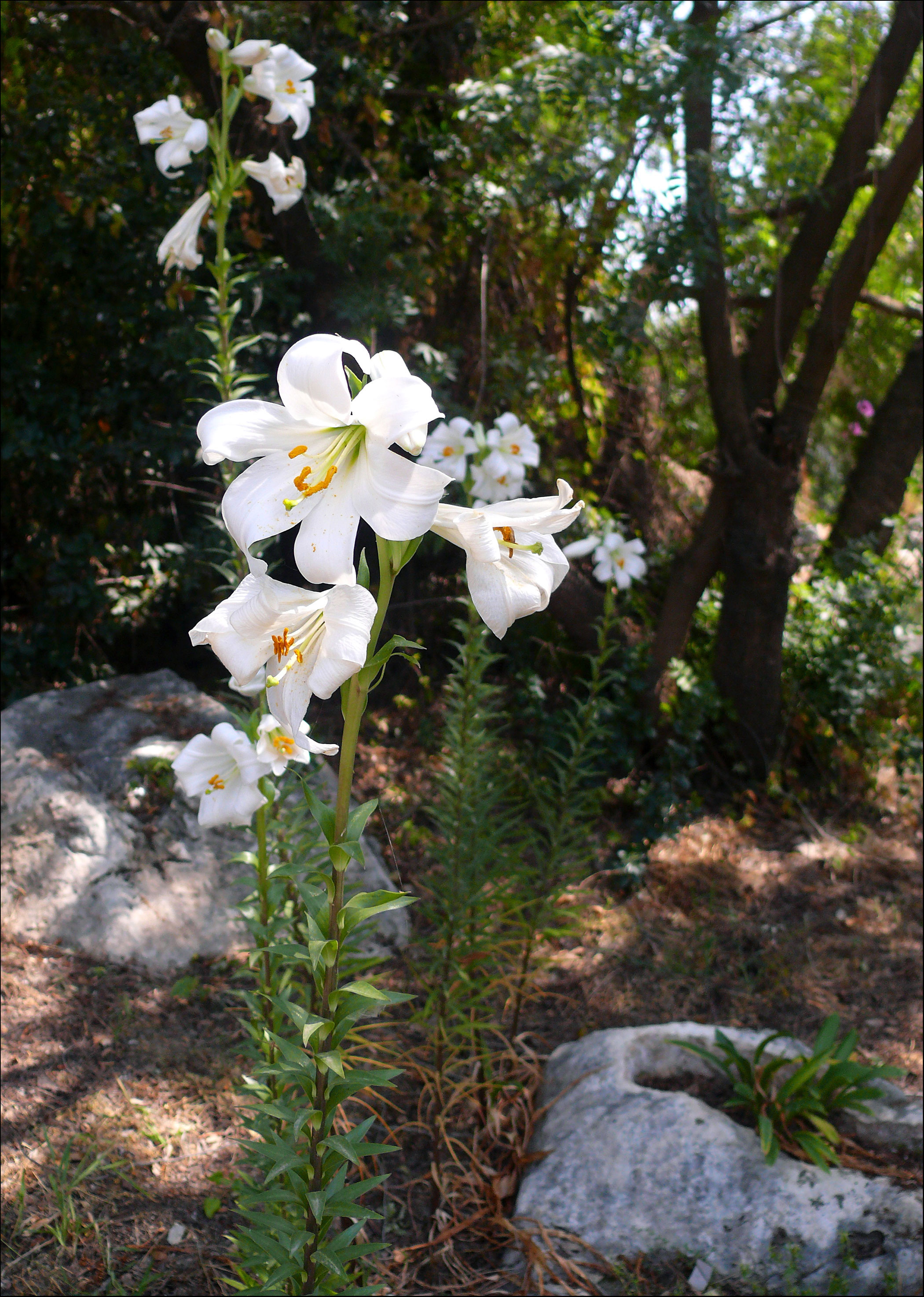
Lilium candidum

Chavatzelet HaSharon (Hebräisch חבצלת השרון) ist die Bezeichnung für eine Blumenzwiebel. Das hebräische Wort חבצלת (ḥăḇaṣṣelaṯ) bezeichnet eine Blume unbekannter Identität, die in deutschen Bibelübersetzungen von Hld 2,1  mit
- Blume in Scharon (revidierte Lutherbibel)
- Narcisse der Saronsflur (Textbibel)[3]
- Narzisse von Scharon (Elberfelder)
- Narzisse in der Scharonebene (Hoffnung für Alle)
- Narzisse von Saron (Schlachter)
- Frühlingsblume [...], wie sie in den Wiesen [wächst] (Gute Nachricht, mit dem Hinweis auf Narzisse (?) von Scharon als wörtlicher Übersetzung)
- Blume auf den Wiesen des Scharon (Einheitsübersetzung)
- Rose von Scharon (Neues Leben)
- Lilie des Scharon (Neue evangelistische Übersetzung)

und in der Vulgata mit
- flos campi (Blume des Feldes; Hld 2,1 ist die einzige Stelle zumindest in den protokanonischen Büchern der Vulgata, an der sich flos campi in genau dieser grammatikalischen Form findet)

benannt wird.

### Identifikationen
Etymologen haben das biblische Wort חבצלת zögernd mit den Wörtern בצל beṣel, mit der Bedeutung „Zwiebel“, und mit חמץ ḥāmaṣ, auch mit Chametz transliteriert, hier möglicherweise mit der Bedeutung „scharf“ oder „vorzüglich“, in Verbindung gebracht (The Analytical Hebrew and Chaldee Lexicon). Schon in der Lutherbibel von 1545 findet sich die Formulierung ein Blumen zu Saron; die englische Bezeichnung rose of Sharon erscheint erstmals 1611 in der King-James-Bibel. Laut einer Anmerkung zu Hld 2,1 durch das Übersetzungskomitee der New Revised Standard Version handelt es sich dabei um eine Fehlübersetzung eines allgemeineren hebräischen Wortes für Krokus. Die Rose im botanischen Sinne ist explizit in der hebräischen Bibel nicht belegt.
Eine mögliche Interpretation des biblischen Bezugs ist die Dünen-Trichternarzisse (Pancratium maritimum), die im Spätsommer knapp oberhalb der Flutlinie blüht. Der hebräische Name dieser Pflanze ist חבצלת oder חבצלת החוף (Strand-ḥăḇaṣṣeleṯ). Da sie auch in der Scharonebene der Mittelmeerküste wächst, besteht die Möglichkeit, dass die Bibelstelle sich auf diese Pflanze bezieht. Die Heiligenlegende der Restituta von Afrika behauptet, Dünen-Trichternarzissen seien erblüht, als ihr Leichnam auf Ischia anlandete.
Verschiedene Gelehrte haben vorgeschlagen, dass es sich bei der biblischen Rose von Scharon um eine der folgenden Pflanzen handeln könnte:
- die Haferwurzel (Tragopogon porrifolius), womit sie Albertus Magnus identifizierte;[9]
- eine Art der Zistrosen (Cistus), wie Carl von Linné meinte;
- einen Krokus oder eine ähnliche Pflanze, die im Küstenbereich der Scharonebene wächst (New Oxford Annotated Bible);
- eine Gladiole (Gladiolus);[10]
- die Berg-Tulpe (Tulipa montana), „eine hellrote tulpenähnliche Blume … die heute in den Hügeln von Scharon gedeiht“ (rose In: Harper's Bible Dictionary);
- die Sonnenaugen-Tulpe (Tulipa agenensis) oder Scharontulpe, eine Tulpenart, die von einigen Botanikern vorgeschlagen wird;
- die Strauß-Narzisse (Narcissus tazetta);[11]
- die Madonnen-Lilie (Lilium candidum), eine Lilienart, die von einigen Botanikern vorgeschlagen wird, aber wohl eher mit der „Lilie im Tal“, die im zweiten Teil von Hld 2,1 erwähnt wird, gemeint sein könnte.

Gegenwärtig bestehen einige Gelehrte darauf, ḥăḇaṣṣeleṯ mit „eine sprießende Zwiebel“ zu übersetzen, wobei verschiedensprachige Versionen und Lexika in die Analyse einbezogen wurden.

## Moderner Gebrauch

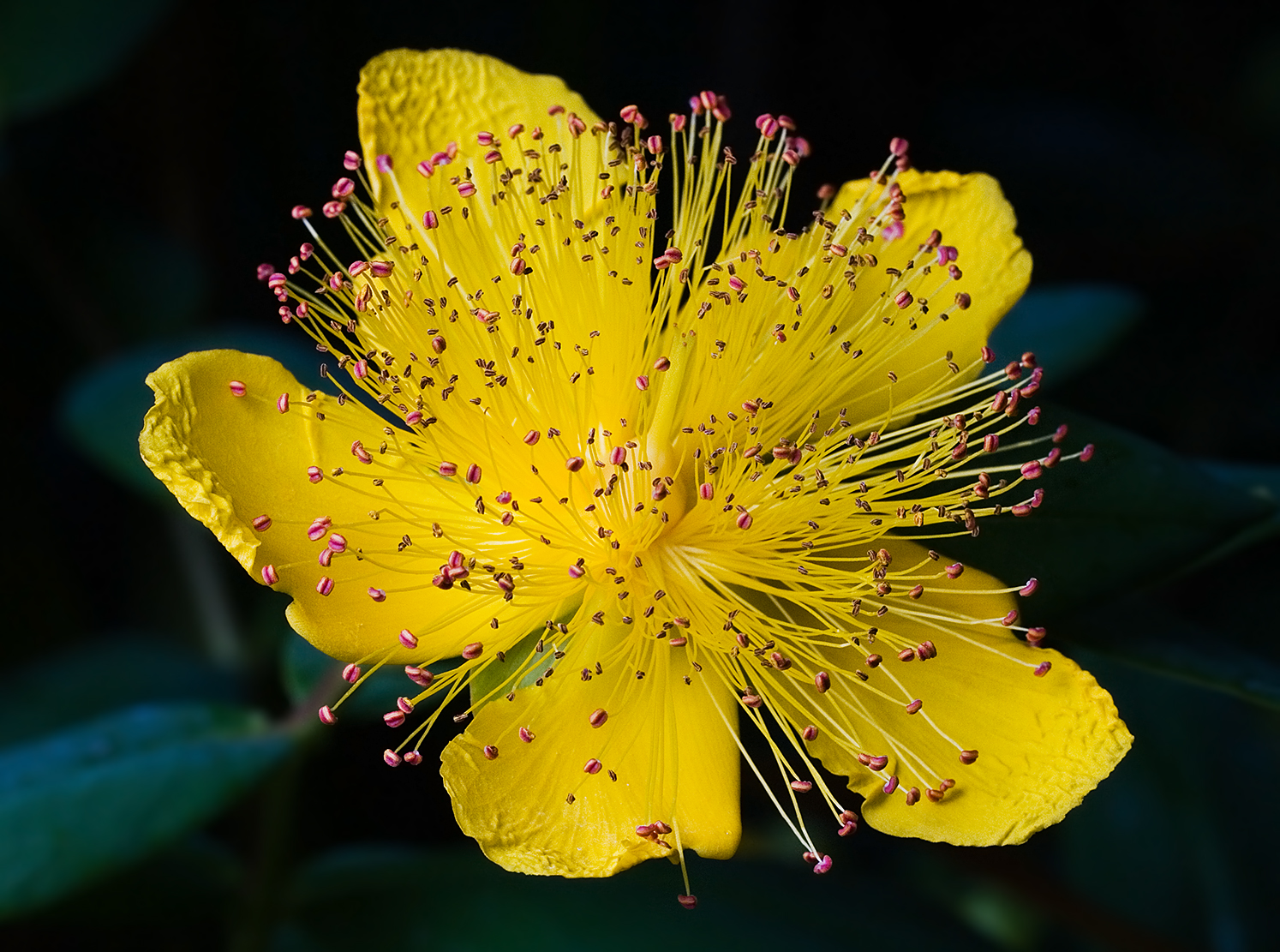
Hypericum calycinum

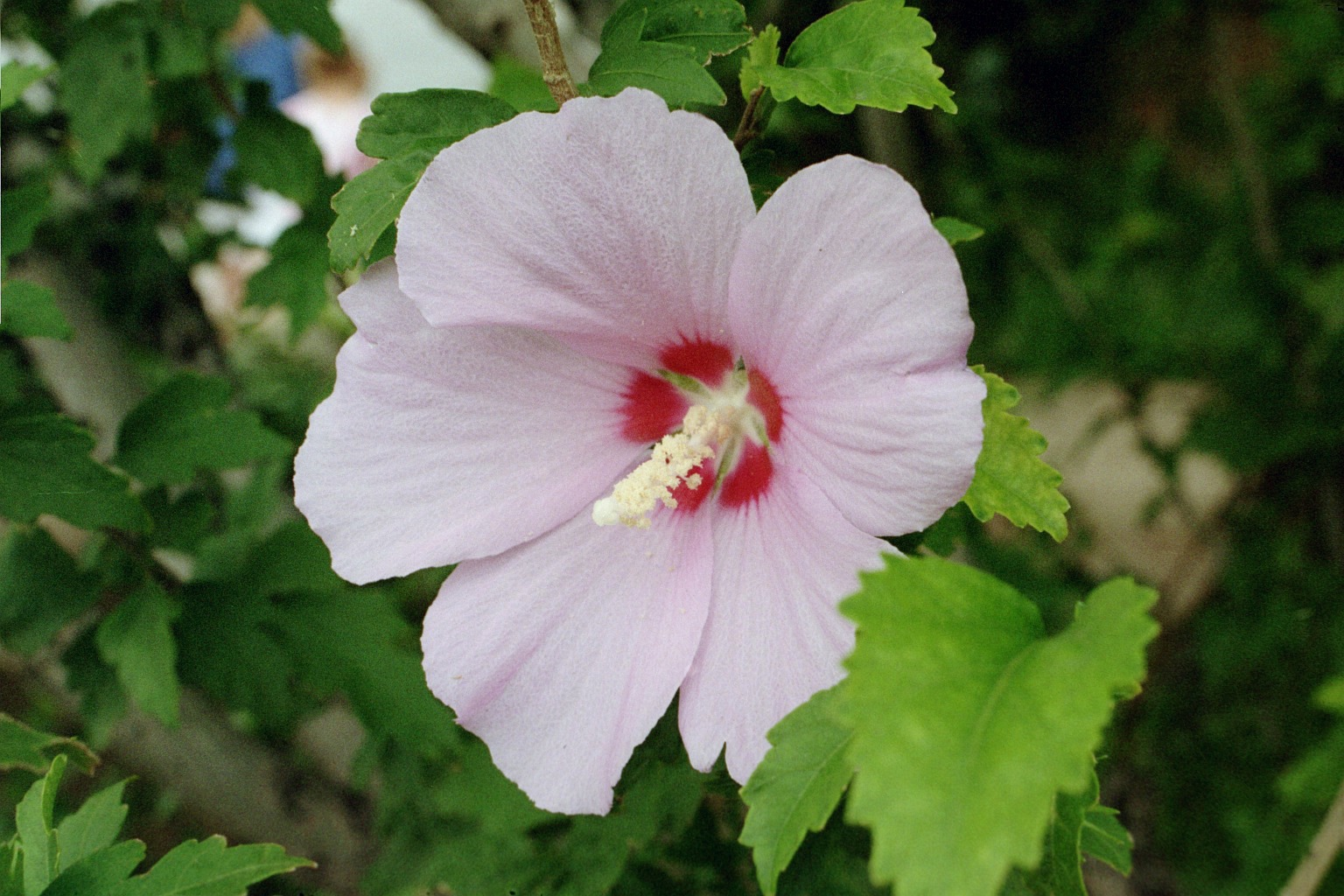
Hibiscus syriacus

Der Name „Rose von Scharon“ wird im Allgemeinen auch für zwei unterschiedliche Pflanzen verwendet, die außerhalb der Levante beheimatet sind und mithin nicht als die biblische Pflanze in Betracht kommen:
- das Großkelchige Johanniskraut (Hypericum calycinum), ein immergrüner, blühender Strauch aus Südosteuropa und Südwestasien;
- der Straucheibisch (Hibiscus syriacus), ein laubwerfender Busch aus Ostasien.

## Kulturgeschichte
Viele nachbiblische Poeten erwähnten die Rose von Scharon oder die Saronsblume. Hier einige Beispiele für die Verwendung des Begriffs:

### Vor dem 18. Jahrhundert
- Das älteste bekannte Hostieneisen zur Herstellung von Altarbroten aus dem Karthago des 6. oder 7. Jahrhunderts, also aus der Zeit vor der Zerstörung der Stadt durch die Araber, weist um das Christusmonogramm herum in Anlehnung an Hld 2,1 die Inschrift Hic est flos campi et lilium („Dies ist eine Blume des Feldes und eine Lilie“) auf.[14] Hier wird also der im Abendmahlssakrament gegenwärtige Christus mit der Rose von Scharon gleichgesetzt.
- Die sephardische Dichtkunst des 10. bis 15. Jahrhunderts macht reich von dem Wort חבצלת (ḥăḇaṣṣeleṯ) Gebrauch, das in englischen Übersetzungen stets mit „Rose of Sharon“ wiedergegeben wird, ausnahmsweise auch mit „lily“. (Siehe Tor 47 der Tahkemoni.)[15] So findet sich der Begriff das gesamte Sefer Tahkemoni des Juda al-Charisi (1165–1225) hindurch und in einem großen Teil des Werks des sogenannten goldenen Zeitalters der iberisch-jüdischen belles lettres, was Werke von Dichtern wie Schmuel ha-Nagid (993–1056), Moses ibn Esra (um 1055-nach 1138), Yehuda Halevi (um 1075–1141), Abraham ibn Esra (um 1093 bis etwa 1167) und anderen umfasst.[16]

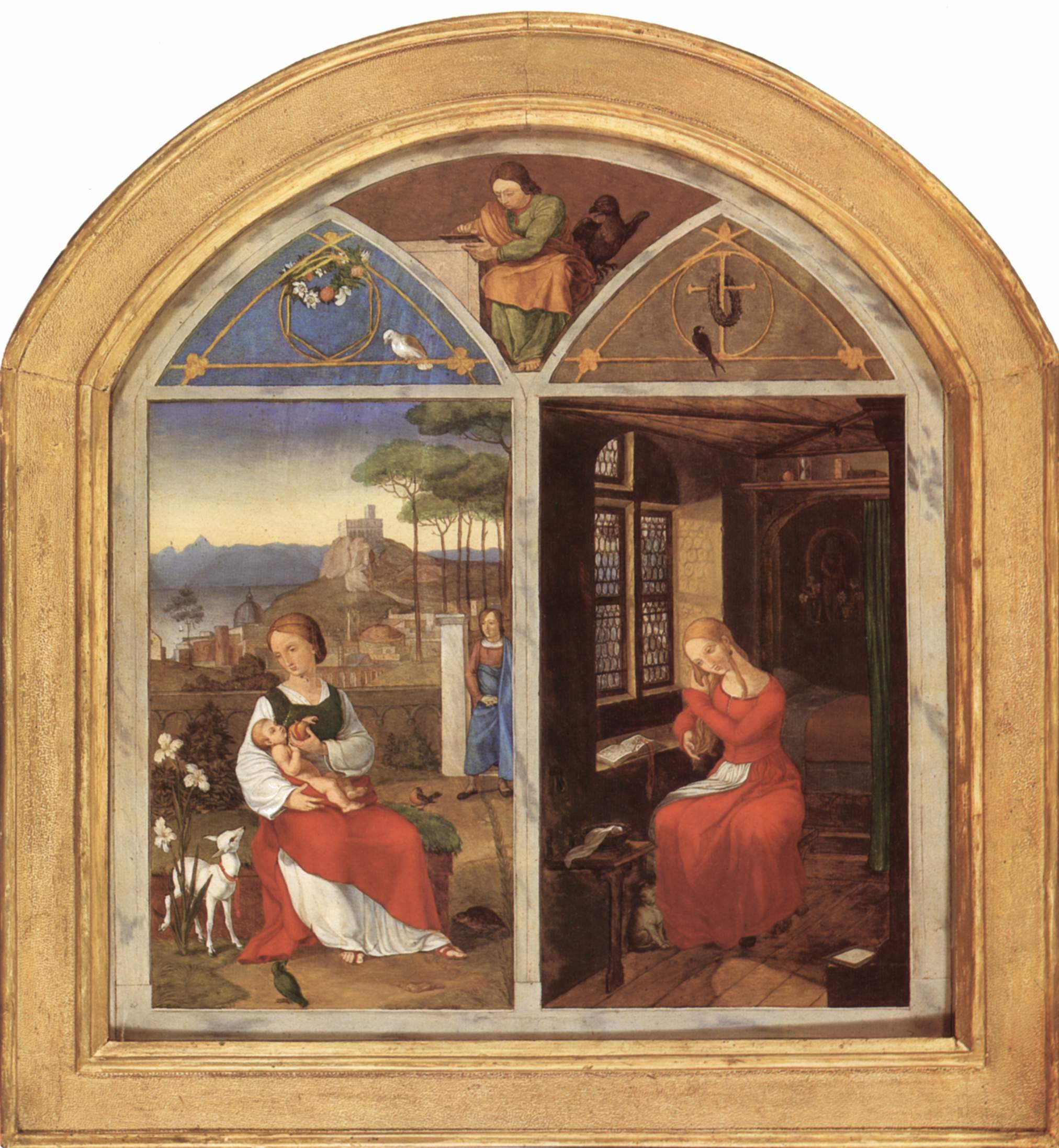
Franz Pforr, Maria und Sulamith (1811), Sammlung Georg Schäfer, Schweinfurt

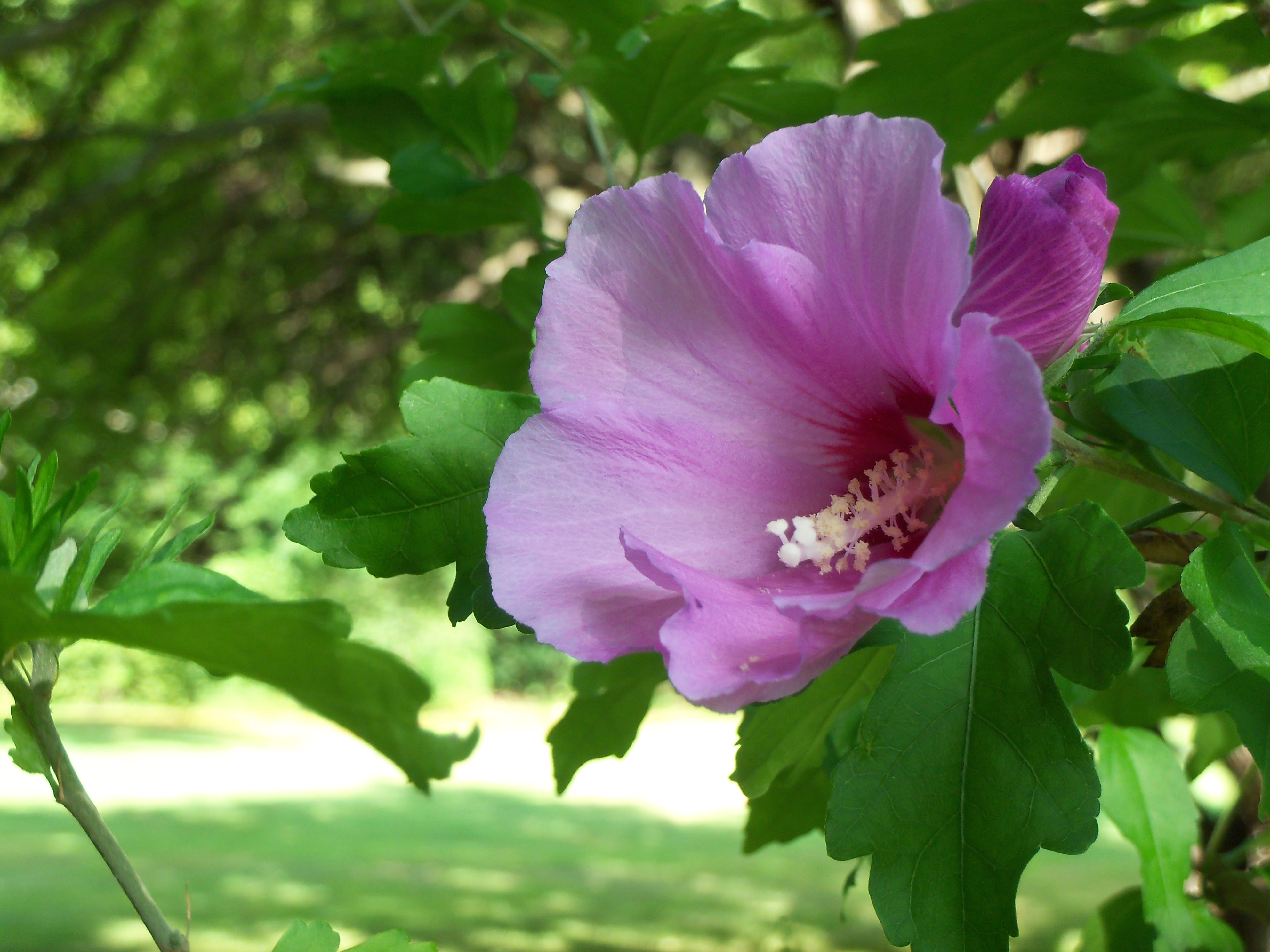
Hibiscus syriacus, Blüte

- Gabriel von Lebenstein schrieb Ende des 14. Jahrhunderts ein Kurztraktat über „gebrannte Wässer“. (Älteste Handschrift: Wolfenbüttel, Herzog August Bibliothek, Cod. 54 Aug. 4°, Bl. 19r-24r, 1. Viertel 15. Jh.) Über die Rose von Scharon heißt es dort: „Flos campi die rotten. Es stet geschriben in dem buch der mynnenden sel, es hab auch vnser libe fraw gesprochen durch jren junckfrawlichen mundt: Ich bin ein plvm vnd bin gehaissen flos campi.“ Die Sprecherin von Hld 2,1 (Sulamith) wird hier also mit Maria, der Mutter Jesu, identifiziert. Mit welcher Pflanze Gabriel von Lebenstein die flos campi hier gleichsetzte, ist unbekannt, möglicherweise mit der Haferwurzel, mit der sie Albertus Magnus im 13. Jahrhundert identifizierte.
- 1539 erschien in Buch I der fünfstimmigen Motetten Nicolas Gomberts an zehnter Stelle Ego flos campi.
- Clemens non Papa (1510 bis um 1557) schrieb im Herbst 1550 die Motette Ego flos campi zu Hld 2,1-2 VUL und Hld 4,15 VUL. (Tondatei abrufbar unter Saturday Chorale)
- Jacobus Vaet (1529–1567), ein Schüler Clemens non Papas, benutzte dessen Motette für seine Messe Missa Ego flos campi.[17] (Als CD des Ensemble Cinquecento erschienen. 2009 entstand eine Aufnahme unter Beteiligung von Terry Wey.)
- Francisco Guerrero schrieb in Venedig im Jahre 1589 die achtstimmige Motette Ego flos campi zu Hld 2,1-5 VUL. (Notenblätter als PDF auf der Webseite der Universität Málaga)
- Leonhard Lechner (um 1553–1606) schrieb die Motette Ich bin ein Blumen zu Saron (fünfter Teil von Das Hohelied Salomonis) zu Hld 2,1-6 LUT. (Notenblätter als PDF auf der Webseite IMSLP)
- Claudio Monteverdi (1567–1643) schrieb 1624 die einstimmige Motette Ego flos campi et lilium convallium (SV 301) zu Hld 2,1-3 VUL.[18]
- Dieterich Buxtehude (um 1637–1707) schrieb die Kantate Ich bin eine Blume zu Saron (BuxWV 45, Edition Butorac München 2012) zu Hld 2,1-3 LUT. (Tondatei abrufbar unter Saturday Chorale, Notenblätter als PDF unter Saron.de)

### 18. Jahrhundert
- Johann Heinrich Reitz ließ 1726 seiner Biographie Georg Balthasars in der Historie der Wiedergebohrnen[19] ein Gedicht folgen, das die Rose von Scharon als Sarons-Blum erwähnt. Hier seien nur die ersten beiden Strophen zitiert, die auf diese Pflanze Bezug nehmen:

Klein und arm an Hertz und Munde

Mußst du seyn / wann Christus soll

Gehen auff in deinem Grunde:

Denn die Rose und Viol

Wächst im Thal der nidern Seelen /

Die nichts Hohes hier erwählen!

Mögtst du nur so seyn demüthig

Wie die nidre Sarons=Blum /

Und demnach stehn ehrerbietig

Und vor GOtt gebücket=krumm:

So soltst du gar bald die Gaben

Seines Geistes in dir haben.
- Das Gedicht wurde durch seine Aufnahme als Volksliedtext in Achim von Arnims 1805 erschienenem ersten Band der Liedersammlung Des Knaben Wunderhorn unter dem Titel Werd ein Kind bekannt.[20]

### 19. Jahrhundert
- Der englische Baptistenpastor Charles Haddon Spurgeon (1834–1892) bezog den Begriff der Rose von Scharon im Kontext von Hld 2,1-2 und an anderen Stellen auf Christus:
  - „‚Ich bin eine Blume zu Saron.‘ Das war die beste und seltenste unter allen Rosen. Der Herr Jesus ist nicht bloß ‚eine Rose‘, sondern Er ist die ‚Rose zu Saron‘, gerade wie Er seine Gerechtigkeit ‚Gold‘ nennt und dann beifügt: ‚Gold aus Ophir‘, das Beste von allem Besten.“
  - „Nimm die Rose von Saron, und nimm ein Blatt um das andre davon und lege es ein zwischen die Blätter deines Gedächtnisses, so wirst du erfahren, daß es noch lange Zeit hernach seinen köstlichen Duft von sich gibt und das ganze Haus mit Wohlgeruch erfüllt. Christus befriedigt den edelsten Geschmack des feingebildeten Herzens und des Geistes aufs völligste. Der wählerischeste Liebhaber von Wohlgerüchen ist durchaus befriedigt mit dem Duft der Rose; und wenn die Seele die höchste Stufe des wahren Geschmacks erreicht hat, so wird sie dennoch immer wieder aufs neue von Christo angezogen, ja, sie schätzt Ihn nur umso höher. Der Himmel selber besitzt nichts, was diese Rose zu Saron überträfe.“[21]
  - „Geliebtester von allen Namen droben, mein Heiland und mein Gott, du bist immer herrlich, aber in meinen Augen bist du nie liebenswerther, als wenn du mit schändlichem Spotte bekleidet bist. Er ist beides in Einem, die Lilie des Thals und die Rose von Saron, licht in der Vollkommenheit seines Charakters und blutroth in der Größe seiner Leiden.“[22]
  - „Es ist das unablässige Weltgetümmel, die beständige Aufmerksamkeit aufs Vergängliche, was die Seele von Christo abzieht. Während das Gedächtnis nur allzu willig ein giftiges Unkraut beherbergt, lässt es die Rose von Saron verwelken.“[23]
  - „Meine Seele, hast du wohl die Blume von Saron gepflückt?“ … „Mit dieser Blume von Saron in der Hand findest du deinen Weg zum Throne Gottes selber, denn sogar der Himmel besitzt nichts, was seine strahlende Schönheit überböte, und von allen Blumen, die im Paradiese blühen, ist keine, welche der Rose im Tal zu vergleichen wäre. Meine Seele, fasse die blutrote Rose von Golgatha durch den Glauben in die Hand, trage sie durch die Liebe, bewahre sie durch die Gemeinschaft, so wirst du überaus selig sein über alle Vorstellung.“[24]

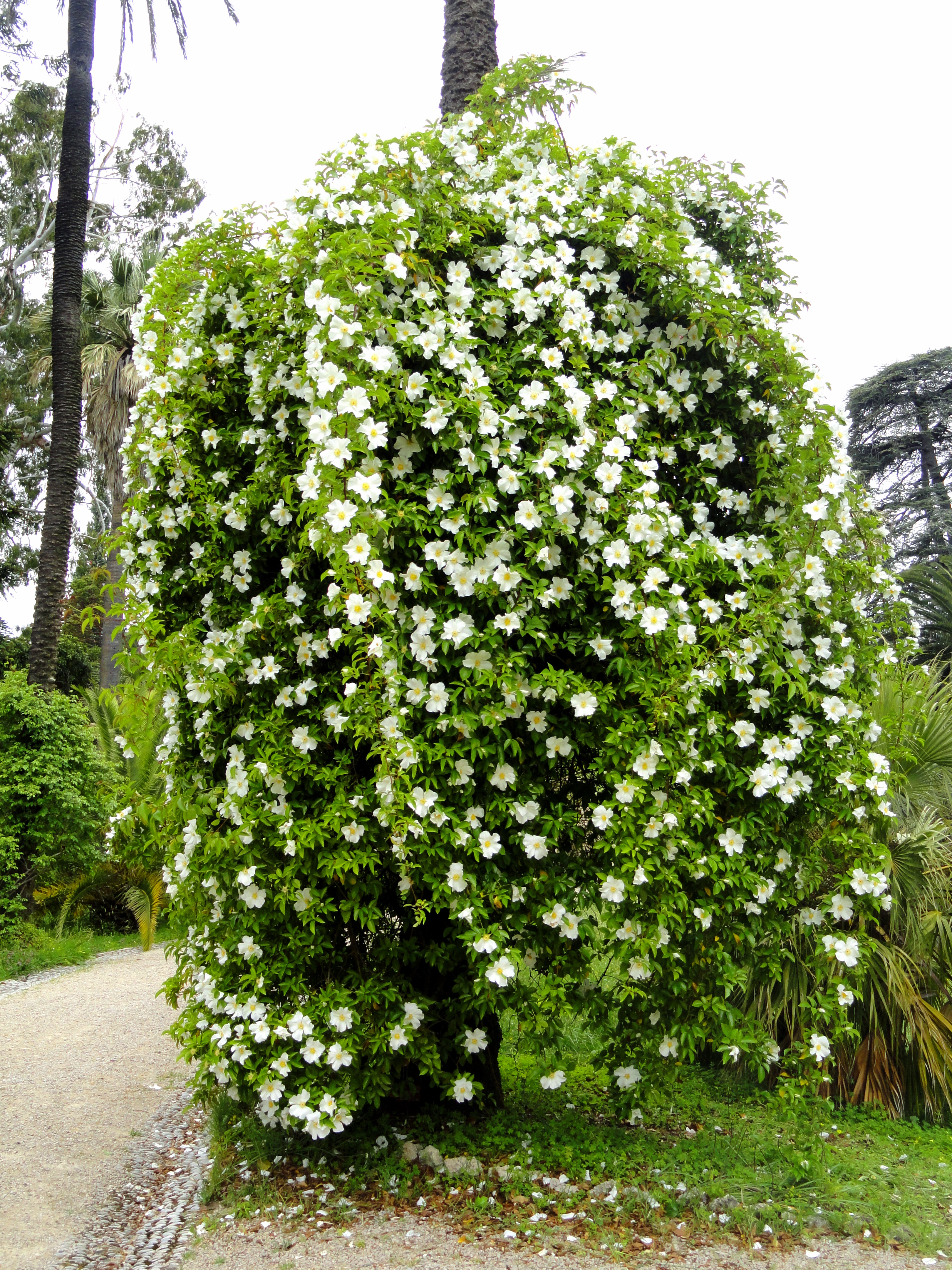
Rosa laevigata

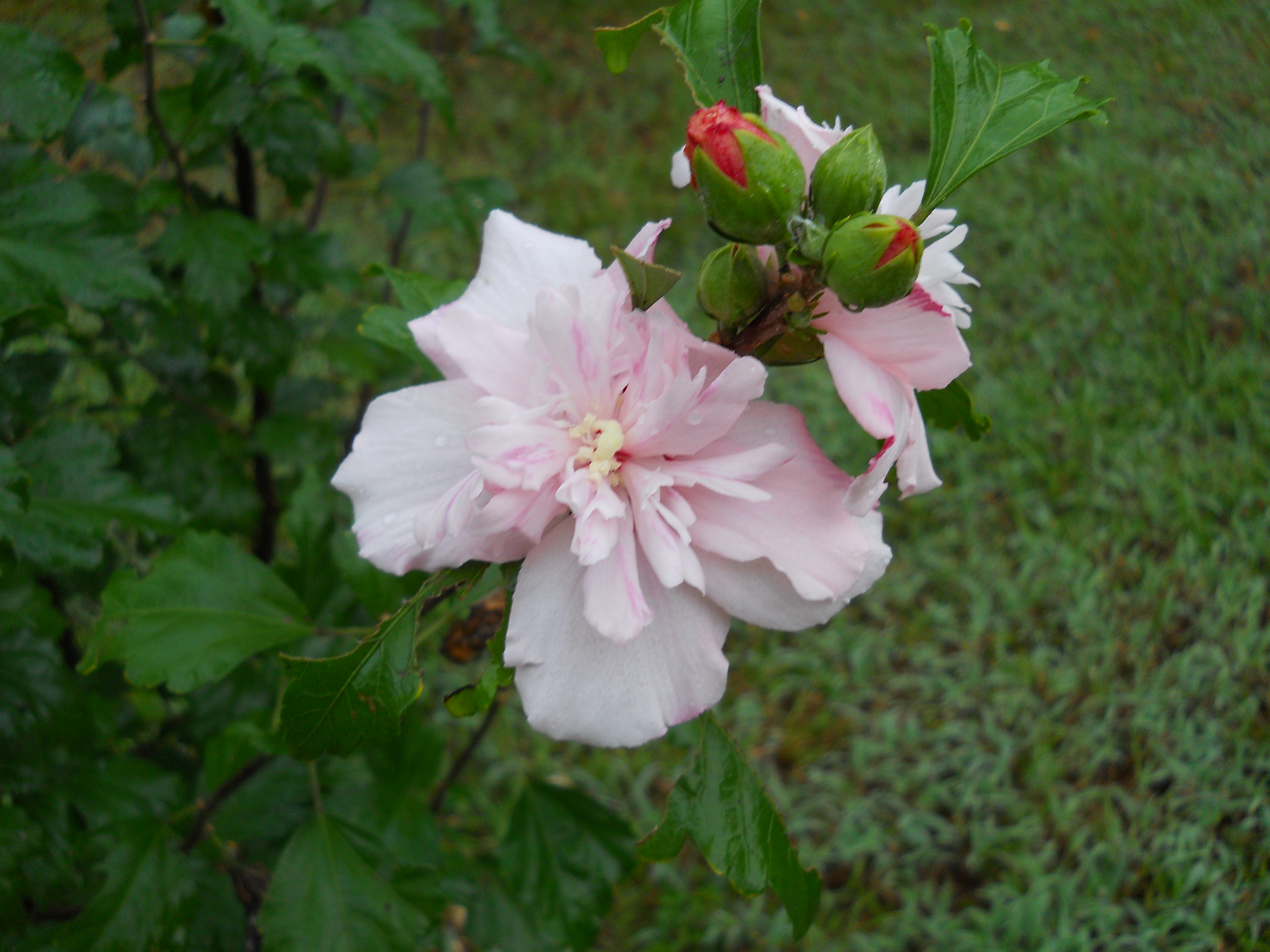
Hibiscus syriacus, Doppelblüte

- Das Dorf Rosharon in Texas ist nach der Rose von Scharon benannt, mit der hier die Cherokee-Rosen (Rosa laevigata) identifiziert werden, die in der Nähe wachsen. Bei dem zunächst namenlosen Ort erwarb der Ingenieur George Wetmore Colles, Jr. (1871–1951) im Jahre 1900 ein Landstück, dem er wegen des Vorkommens der Pflanzen den Namen Rose of Sharon Garden Ranch gab. Colles sorgte auch für die Wasserversorgung des Ortes.

### 20. Jahrhundert
- In Meine Kindheit (entstanden 1913–1914) nimmt auch Maxim Gorki durch einen der Charaktere auf die „Rose von Scharon“ Bezug.
- 1925 vollendete Ralph Vaughan Williams seine Komposition Flos Campi: suite for solo viola, small chorus and small orchestra, die er nach der Vulgata-Bezeichnung der Rose von Scharon benannte.
- In Früchte des Zorns (herausgegeben 1939) von John Steinbeck ist Rose of Sharon (auch Rosasharn) ein Hauptcharakter, die älteste Tochter der Joad-Familie und Schwester des Protagonisten Tom Joad. Während eines Großteils des Romans wird sie als wegen ihrer Schwangerschaft zerbrechlich dargestellt.
- Shoshanat HaAmakim (gegründet 1951) ist eine kommunale Siedlung in Zentralisrael.
- Leonard Bernsteins Kaddish-Symphonie von 1963 hat die Form eines Monologs durch einen Erzähler, der sich selbst mit der Chavatzelet HaSharon, „der Lilie, die man gepflückt und weggeworfen hat“, identifiziert.
- Am 13. April 1967 gründete Ovie E. Lattimore die Rose of Sharon Community Church mit Sitz in Plainfield (New Jersey).[25]
- Leonard Cohen (1934–2016) bezieht sich in seinem Gedicht The Traitor (auf dem das Lied The Traitor basiert, das um 1975 entstand) ebenfalls auf die Rose von Scharon.
- Rose of Sharon ist ein Lied von Robert Hunter (Grateful Dead), das er in seinem Soloalbum Tiger Rose 1975 herausgab.
- In den USA ist der Straucheibisch als White Rose of Sharon die offizielle Blume der nationalen lutherisch orientierten Korporation Phi Beta Chi (gegründet am 26. März 1978).
- Auf die Rose von Scharon nimmt Bob Dylan in dem Lied Caribbean Wind Bezug. Dieses erschien in dem Sammelalbum Biograph, wurde aber schon während der Aufnahmen für Shot of Love, also um 1980, aufgenommen.
- In Kanada handelt es sich bei „Rose of Sharon“ um eine Wohltätigkeitsorganisation, die schwangeren Frauen und jungen Müttern unter 25 hilft. Ihr Gründungsprozess begann 1982.[26]
- Das Lied King’s Ransom aus dem Jahre 1986 von Petra, erschienen in dem Album Back to the Street, symbolisiert in seinem Text mit der Rose von Scharon Jesus Christus.
- In Brasilien ist Rosa de Saron (portugiesisch für „Rose von Scharon“) der Name einer bekannten, 1988 gegründeten römisch-katholischen Rockgruppe, die auch einige Lieder in englischer Sprache aufgenommen hat.
- Am 14. April 1989 fand der erste Gottesdienst der Rose of Sharon Lutheran Church in New Egypt in New Jersey statt. Im Dezember 2003 erwarb die Gemeinde ein eigenes Kirchengebäude in Jacobstown in New Jersey.[27]
- Das Lied Rose of Sharon findet sich in dem Album Dust and Dreams (1991 herausgegeben) von Camel.
- Ein Bezug auf die Rose von Scharon findet sich auch in Kate Bushs Aufnahme The Song of Solomon aus ihrem Album The Red Shoes aus dem Jahre 1993.
- Rose of Sharon ist ein Lied, das Eliza Gilkyson für ihr 1997 erschienenes Album Redemption Road geschrieben und gesungen hat.

### 21. Jahrhundert
- Rose of Sharon ist ein heimatloser Charakter in Sherman Alexies Kurzgeschichte What You Pawn I Will Redeem, veröffentlicht am 21. April 2003 in The New Yorker.
- Die Rose von Scharon wird in dem Lied Rose of Sharyn von Killswitch Engage in ihrem 2004 erschienenen Album The End of Heartache erwähnt.
- Die Hintergrundmusik für Ragnarok Online (Erstveröffentlichung 15. April 2004) enthält eine Tonspur mit dem Namen „Rose of Sharon“.
- Ein Lied mit dem Titel Rose of Sharon findet sich in Xiu Xius 2005 erschienenem Album La Forêt. Der Text scheint sich sowohl auf das Hohelied als auch auf Steinbecks Roman zu beziehen.
- Ab Januar 2005 betrieb Carolyn Baskin-Bell die Gründung der Rose of Sharon AME Church in Norwalk (Kalifornien). Am Sonntag, dem 17. Juni 2006, fand der erste offizielle Gottesdienst der neugegründeten Gemeinde statt, welche der African Methodist Episcopal Church angehört. Das Motto der Gemeinde lautet übersetzt: „Eine Kirche, die den Duft Jesu Christi verströmt.“[28]
- Um 2008 gründete Sharon R. Peters das Sweet Rose of Sharon Women’s Ministry als „Ort der Ernährung, Stärkung und Wiederherstellung“, um ein christliches Forum ausschließlich für Frauen anzubieten.[29]
- Judah Robertson nannte eines seiner Alben Rose of Sharon (herausgegeben am 1. Januar 2008).
- Rose of Sharon ist ein Lied, das von Joan Baez für das Album Day After Tomorrow (erschienen am 9. September 2008) gesungen wurde.
- Rose of Sharon Cassidy ist ein Charakter in dem Videospiel Fallout: New Vegas (herausgegeben am 19. Oktober 2010). Sie deutet an, dass sie nach dem Charakter von Steinbeck benannt ist.
- Rose of Sharon heißt ein Lied in dem Album Hyperview von Title Fight, das 2015 erschienen ist.